# بخش ایوانکی
بخش ایوانکی یکی از بخش‌های شهرستان گرمسار در استان سمنان ایران است. اهالی بخش ایوانکی تات هستند و به زبان تاتی سخن می‌گویند.

## تقسیمات کشوری
- بخش ایوانکی
  - دهستان ایوانکی

شهر: ایوانکی
بر اساس مصوبه دوم آبان سال ۱۳۹۱ هیأت دولت، شهرک صنعتی علی آباد از بخش ایوانکی شهرستان گرمسار استان سمنان منتزع و به بخش شریف آباد شهرستان پاکدشت استان تهران الحاق شد.

## جمعیت
بنابر سرشماری مرکز آمار ایران، جمعیت بخش ایوانکی شهرستان گرمسار در سال ۱۳۸۵ برابر با ۱۷۳۲۴ نفر بوده است.